# 加藤吉太夫

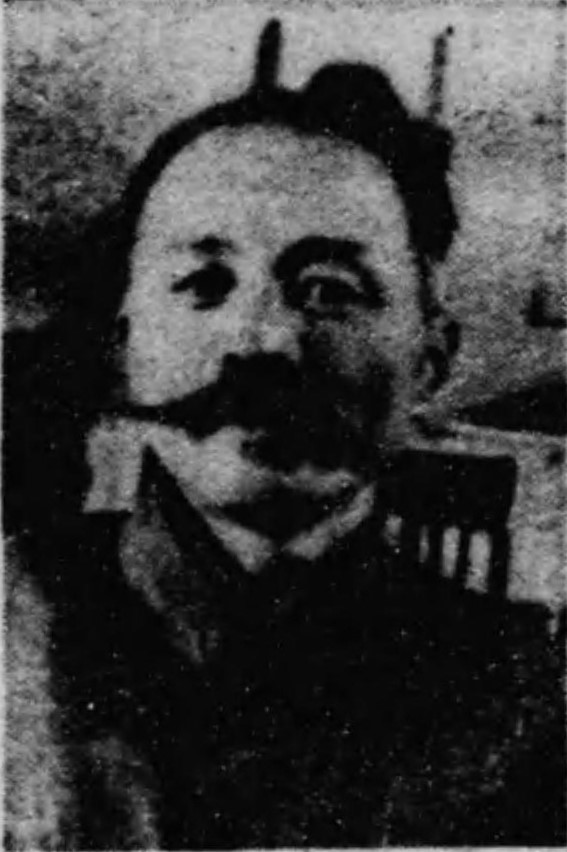
加藤吉太夫

加藤 吉太夫（かとう きちだゆう、1895年（明治28年）2月2日 - 1988年（昭和63年）3月11日）は、日本の農業経営者、農民運動家、政治家。衆議院議員（1期）、福井県今立郡中河村長。1930年（昭和5年）吉太夫と改名。

## 経歴
福井県今立郡中河村下河端（現鯖江市）で、加藤家の二男として生まれる。1911年（明治44年）福井県立武生中学校（現福井県立武生高等学校）を卒業した。
農業を営み、下河端青年団長、中河村会議員、福井県農民連盟副委員長、中河村長、中河村徳尾合同耕地整理組合長などを務めた。
1947年（昭和22年）4月、第23回衆議院議員総選挙で福井県全県区から福井県農民連盟副委員長として出馬し当選し、衆議院議員に1期在任した。日本農民党に加わり、同党務部長、同会計などを務めた。その後、第24回総選挙、1950年（昭和25年）6月の第2回参議院議員通常選挙で福井県選挙区から出馬したが、いずれも落選した。
その他、中河村農業協同組合長、県農民連盟委員長などを務め、戦後の農業復興と農民政治力の結集に尽力した。
1988年（昭和63年）3月11日死去、93歳。死没日をもって勲四等瑞宝章追贈、正八位から従五位に叙される。